# モルッカ海峡
モルッカ海峡（Maluku strait）は、太平洋西部に位置する海峡。モルッカ海と太平洋とを結ぶ海峡であり、北北東から南南西方向に伸び、幅約200km、長さ約500km。西にインドネシアのサンギヘ諸島、スラウェシ島があり、東にハルマヘラ島などがある。